# بيت جمال الدين الذهبي
بيت جمال الدين الذهبي هو أحد البيوت الأثرية القديمة بمدينة القاهرة. أنشئ على يد جمال الدين الذهبي ابن الخواجة ناصر الدين كبير التجار بمصر «شاه بندر التجار» سنة 1047 هـ / 1637م.
يقع بحارة حوش قدم المتفرعة من شارع المعز لدين الله بالغورية بحي الدرب الأحمر.